# Латинські єпископи Кам'янця-Подільського
Латинські єпископи Кам'янця-Подільського — єпископи-ординарії та єпископи-помічники Кам'янець-Подільської дієцезії Римо-Католицької церкви.

## Єпископи

### Ординарії
| Період        | Єпископ | Єпископ                        | Зауваги |  |
| ------------- | ------- | ------------------------------ | --- |  |
| бл. 1375      |         | Вільгельм                      | |  |
| 1378–1398     |         | Рокозій                        | |  |
| 1406–1411     |         | Александер                     | |  |
| 1411–1413     |         | Анджей з Базилеї               | |  |
| 1414–1428     |         | Збігнєв з Лапанова             | |  |
| 1428–1453     |         | Павел з Боянчиць               | |  |
| 1453–1467     |         | Миколай Лабунський             | |  |
| 1468–1469     |         | Миколай Лесньовський           | |  |
| 1469–1479     |         | Миколай Порохницький           | |  |
| 1484–1490     |         | Мацей зі Старої Ломжі          | потім єпископ холмський |  |
| 1492–бл. 1500 |         | Пйотр з Лесьова                | |  |
| 1510–1518     |         | Якуб Бучацький                 | потім єпископ холмський, а після цього єпископ плоцький |  |
| 1521–1531     |         | Вавжинець Мендзилеський        | |  |
| 1531–1535     |         | Пйотр Ґамрат                   | потім єпископ перемишльський, пізніше — плоцький, краківський, архієпископ-митрополит гнезненський і примас Польщі                                                                   |  |
| 1535–1538     |         | Себастьян Браницький           | пізніше єпископ холмський, а згодом — познанський |  |
| 1539–1540     |         | Ян Віламовський                | |  |
| 1541–1542     |         | Миколай Дзєжґовський           | пізніший єпископ холмський, єпископ куявсько-поморський, архієпископ-митрополит гнезненський і примас Польщі                                                                         |  |
| 1542–1543     |         | Ян Дзядуський                  | пізніший єпископ холмський, єпископ перемишльський |  |
| 1543–1545     |         | Анджей Зебжидовський           | пізніший єпископ холмський, куявсько-поморський, краківський |  |
| 1545–1546     |         | Ян Дрогойовський               | пізніший єпископ холмський, потім єпископ куявсько-поморський |  |
| 1546          |         | Бенедикт Іздбенський           | пізніший єпископ познанський |  |
| 1546–1562     |         | Леонард Слоньчевський          | |  |
| 1562          |         | Пйотр Арцєховський             | |  |
| 1563–1576     |         | Діонізій Сециґньовський        | |  |
| 1577–1586     |         | Марцін Бялобжеський            | |  |
| 1587–1590     |         | Вавжинець Гослицький           | пізніший єпископ холмський, потім єпископ перемишльський, згодом познанський |  |
| 1590–1591     |         | Станіслав Ґомолінський         | пізніший єпископ холмський, потім єпископ луцький |  |
| 1594–1607     |         | Павел Волуцький                | пізніший єпископ луцький, згодом єпископ куявсько-поморський |  |
| 1607–1614     |         | Ян Порохницький                | пізніший архієпископ-митрополит Львівський |  |
| 1615–1627     |         | Адам Новодворський             | пізніший єпископ перемишльський, згодом єпископ познанський |  |
| 1627–1641     |         | Павло Пясецький Яніна          | пізніший єпископ холмський, згодом єпископ перемишльський |  |
| 1641–1646     |         | Андрій Лещинський              | пізніший єпископ хелмінський і апостольський адміністратор помезанської дієцезії, потім архієпископ-митрополит гнезненський і примас Польщі                                          |  |
| 1646–бл. 1657 |         | Міхал Еразм Дзялинський        | |  |
| бл. 1658—1660 |         | Ян Людвік Стемпковський        | |  |
| 1664–1666     |         | Зиґмунт Чижовський             | пізніший єпископ луцький |  |
| 1667–1670     |         | Альберт Корицінський           | пізніший архієпископ-митрополит львівський |  |
| 1670–1677     |         | Веспасіян Лянцкоронський       | |  |
| 1680–1685     |         | Станіслав Воєнський            | |  |
| 1686–1689     |         | Георг-Альбрехт Денгофф         | пізніший єпископ перемишльський, потім єпископ краківський |  |
| 1700–1716     |         | Ян Хризостом Гнінський         | |  |
| 1716–1721     |         | Стефан Рупневський             | пізніший єпископ луцький |  |
| 1722–1733     |         | Станіслав Юзеф Гоз'юш          | пізніший єпископ познанський |  |
| 1733–1735     |         | Августин Вессель               | |  |
| 1736–1739     |         | Франциск-Антоній Кобельський   | пізніший єпископ луцький |  |
| 1739–1742     |         | Вацлав Сераковський            | пізніший єпископ перемишльський, потім архієпископ-митрополит львівський |  |
| 1742–1757     |         | Миколай Дембовський            | |  |
| 1759–1795     |         | Адам Станіслав Красінський     | |  |
| 1795–1809     |         | Ян Дембовський                 | |  |
| 1815–1842     |         | Францішек Мацкевич             | |  |
| 1853–1855     |         | Миколай Ґурський               | |  |
| 1860–1872     |         | Антоній Фіялковський           | пізніший архієпископ-митрополит могильовський |  |
|               |         | Каспер Боровський              | апостольський адміністратор у 1867—1883 роках, одночасно єпископ луцький і житомирський, потім єпископ плоцький                                                                      |  |
|               |         | Симон-Мартин Козловський       | апостольський адміністратор у 1883—1891 роках, одночасно єпископ луцький і житомирський, потім архієпископ-митрополит могильовський та апостольський адміністратор Мінської дієцезії |  |
|               |         | Кирило Любовидзький            | апостольський адміністратор у 1897—1898 роках, одночасно єпископ луцький і житомирський                                                                                              |  |
|               |         | Болеслав-Ієронім Клопотовський | апостольський адміністратор у 1899—1901 роках, одночасно єпископ луцький і житомирський, потім архієпископ-митрополит могильовський                                                  |  |
|               |         | Кароль-Антоній Недзялковський  | апостольський адміністратор у 1901—1911 роках, одночасно єпископ луцький і житомирський                                                                                              |  |
|               |         | Ігнацій Дубовський             | апостольський адміністратор у 1916—1918 роках, одночасно єпископ луцький і житомирський                                                                                              |  |
| 1918–1926     |         | Пйотр Маньковський             | |  |
| 1991–2002     |         | Ян Ольшанський                 | |  |
| 2002–2025     |         | Леон Дубравський               | |  |
| з 2025        |         | Едвард Кава                    | |  |

### Єпископи-помічники
| Період          | Єпископ | Єпископ                 | Зауваги                                                                    |
| --------------- | ------- | ----------------------- | -------------------------------------------------------------------------- |
| 1641–бл. 1658   |         | Ян Людвік Стемпковський | єпископ-коад'ютор, потім єпископ-ординарій кам'янецький                    |
| 1723–1724       |         | Міхал Деламарс          |                                                                            |
| 1730–перед 1779 |         | Адам Война-Оранський    |                                                                            |
| 1778–1795       |         | Ян Ігнацій Длуський     |                                                                            |
| 1828–1841       |         | Ігнацій Павловський     | пізніший архієпископ-митрополит могильовський                              |
| 1858–1860       |         | Антоній Фіялковський    | пізніший єпископ кам'янецький, потім архієпископ-митрополит могильовський  |
| 1995–1998       |         | Станіслав Падевський    | пізніший єпископ-помічник львівський, потім єпископ харківсько-запорізький |
| 1998–2002       |         | Леон Дубравський        | пізніший єпископ кам'янецький                                              |
| 2006–2020       |         | Ян Нємєц                |                                                                            |
| від 2013        |         | Радослав Змітрович      |                                                                            |